# Thomas Wimmer (político)
Thomas Wimmer (Siglfing, 7 de janeiro de 1887 - Munique, 18 de janeiro de 1964) foi um político bávaro do SPD. Ele foi prefeito de Munique de 1948 a 1960.